# Somoni
El somoni (en caràcters ciríl·lics tadjiks сомони, en caràcters àrabs سامانی) és la moneda del Tadjikistan, que va substituir el ruble tadjik el 30 d'octubre del 2000 a raó d'1 somoni per cada 1.000 rubles. El codi ISO 4217 és TJS. Se subdivideix en 100 diram (дирам / درم).
El mot somoni, malgrat la seva semblança, no té el mateix origen que el de la moneda anomenada som, que en les llengües turqueses vol dir "pur", en el sentit d'"or pur", sinó que es va batejar així en honor d'Ismaïl Samaní, pare de la nació tadjik.
És emès pel Banc Nacional del Tadjikistan (Бонки миллии Тоҷикистон, Bonki millii Todjikiston). Hi ha monedes de 5, 10, 20, 25 i 50 diram i d'1, 3 i 5 somoni. Els bitllets són d'1, 5, 20 i 50 diram i d'1, 5, 10, 20, 50 i 100 somoni.
És la unitat monetària de valor més alt de l'Àsia central.

## Taxes de canvi
- 1 EUR = 12,1677 TJS (8 d'octubre del 2020)
- 1 USD = 10,3380 TJS (8 d'octubre del 2020)